# Jayce et les Conquérants de la lumière
Jayce et les Conquérantes de la Lumière ou Jayce, como ficou conhecido no Brasil é uma série de desenho animado criada pelo desenhista francês Jean Chalopin no ano de 1985. Além de Chalopin, o desenho teve como roteirista o também francês, Haskell Barkin.
A animação foi produzida pela empresa DIC Entertainment e animada pelos estúdios japoneses Sunrise, Shaft, Studio Giants, Studio Look e Swan Production. . O produtor responsável foi J. Michael Straczynski. A parte musical da série foi composta e dirigida por Shuki Levy.
O enredo aborda a luta entre dois grupos. Os heróis são seres humanos, chamado de Liga Relâmpago. Eles dirigem veículos brancos que são uma curiosa fusão entre máquinas de construção como escavadeiras, tanques de guerra e carros de rally, dotados de armas variadas que podem ser escamoteadas entre si, sendo liderados pelo adolescente chamado Jayce. Já os vilões são criaturas vegetais chamadas Minds Monsters, que tendem a assumir a forma de veículos em preto e verde. Eles viajam através de grandes videiras que podem crescer dentro e através do espaço interestelar, das quais brotam sementes que crescem rapidamente e se transformam em mais Minds Monsters. Eles são liderados por Saw Boss.

## Exibição
O desenho foi exibido em vários países…
- França: Na televisão francesa, foi exibido com seu nome original, no programa infantil Les p'tits loups, da emissora TF1, iniciando em 9 de setembro de 1985 e terminando em 1 de maio de 1986.
- Estados Unidos: Também foi exibido nos Estados Unidos, na TV por assinatura, no programa USA Cartoon Express, da emissora USA Network, de 1980 a 1998..
- Brasil: Jayce e os guerreiros do espaço foi transmitido no Brasil pelo SBT no final da década de 1980, duas vezes por semana (na terça-feira e sexta-feira), geralmente no horário matutino, e depois saiu da programação. Só retornou durante os Jogos Olímpicos da cidade de Barcelona, sendo exibido durante umas três semanas aproximadamente quando saiu, em definitivo, da programação.
- Portugal: Na televisão portuguesa, ele foi transmitido pela RTP2, nas manhãs de segunda a sábado, com o nome Jayce e os seus Guerreiros, durante a temporada televisiva 2003/2004.
- Reino Unido: Na televisão britânica, ele foi transmitido pela BBC1, nas manhãs de sábado, com o nome Jayce and the Wheeled Warriors.
- Venezuela: Jayce também foi exibido na televisão venezuelana.

## Brinquedos
A série foi criada para promover uma linha de brinquedos. Estranhamente, os bonecos dos personagens nunca chegaram a serem comercializados.

## Abertura
Ao iniciar cada episódio, a música, tema da série era executada. Antes, porém, um narrador dizia uma frase, sobre a história.
Frase em inglês:
| “ | Thundering across the stars to save the universe from the Monster Minds. Jayce searches for his father to unite the Magic Root and lead his Lightning League to victory over the changing form of Saw Boss. Wheeled Warriors explode into battle - Lightning Strikes! | ” |

Frase em espanhol:
| “ | Tronando entre las estrellas para salvar el universo de las mentes monstruosas… / Jayce busca a su padre para unir la raíz mágica y conducir su alianza del rayo a la victoria contra la forma cambiante del jefe Saw / Los guerreros rodantes batallan, los rayos brillan / Una extraña fuerza siento sobre mi / La aventura me llama a buscar / El poder y la Gloria que dará verdad / Tu los conseguirás, vamos a luchar / Con fuerza armada que es nuestra aliada / Vamos a luchar (vamos a ganar) / Con fuerza armada que es nuestra aliada / Vamos a ganar (vamos a ganar). | ” |

Frase em português:
| “ | Viajando através das estrelas para salvar o universo dos Monstróides, Jayce procura pelo seu pai para unir os medalhões mágicos e liderar a Liga Relâmpago para vitória contra o exército do bando de Sawboss. Os Guerreiros do Espaço partem para a batalha! A Liga Relâmpago ataca!. | ” |

## Encerramento
A música encerramento era uma das mais bonitas feitas para um desenho. "Keep on Rolling" era bela porém incrivelmente curta, feita também por Shuki Levy e sempre cortada na transmissão da TV brasileira.

## História
Em um planeta do sistema solar Epsolon 9, vivia Audric, um grande cientista, que possuía a meta ambiciosa e altruísta de erradicar a fome no universo. Para isso, ele começa a desenvolver plantas especiais através de engenharia genética e mística. Estas, seriam tão resistentes aos impactos ambientais, que poderiam ser cultivadas em qualquer pedaço de terra vagando no espaço. No entanto, durante as pesquisas, um acidente no laboratório libera radiação que acabou transformando as inofensivas plantas em seres mutantes muito inteligentes e hostis. Estas se multiplicam e organizam em um grande exército com o objetivo de dominar todo o universo, tendo como líder o mutante Monstróide (SawBoss no original em inglês).
Audric, sentindo-se culpado e prevendo a ameaça representada pelo exército Monstróide, esconde em um medalhão místico, o segredo para destruir o exército inimigo. Este medalhão foi dividido em duas partes: uma metade ele carrega consigo e a outra é entregue para seu filho, Jayce.
Os Monstróides, usando o poder de telepatia (possível, segundo a lógica da animação) conseguem rastrear Audric pelo universo com alguma precisão. Por isso, ele é obrigado a fugir pelo espaço para proteger o segredo que pode eliminar a ameaça dos mutantes vegetais.
Para tentar encontrá-lo Jayce, seu mentor, o tecnomago Gillian, e Flora, uma dos experimentos de Audric antes do acidente, se lançam ao espaço guiados pelo mercenário Herc numa busca para encontrar seu pai e, assim, unir as metades do medalhão, revelando o segredo que derrotará definitivamente Monstróide e seu exército. Durante suas aventuras conseguem libertar vários planetas da ameaça Monstróide e criam a  Liga Relâmpago.

## Curiosidades
Apesar de se tratar de uma história de fantasia espacial, os combates entre naves espaciais são raros, a maior parte da ação se desenrola na superfície de planetas ou no interior de naves espaciais, com os veículos da Liga Relâmpago de dos monstróides executando grandes perseguições uns aos outros.
Flora, a garota vegetal, tambem podia receber, ou perceber as transmissões mentais dos Monstróides e determinar sua posição. Na verdade era esse um dos modos encontrados pelos heróis para tentar localizar Audric. Além de servir como alerta para não cruzarem diretamente com os mutantes.
As semelhanças dos veículos da série com máquinas agrícolas ou de construção não seriam por acaso. Como a pesquisa de Audric era relacionada com vegetais, este dispunha destas para realizar ações de plantio ou manejo da terra. Gillian e Jayce, percebendo que precisariam de armas e veículos para se defender dos inimigos alteram estas para que se tornem carros de combate mantendo parte das características originais.
É nítida a inspiração do personagem Herc Stormsailor com o personagem Hans Solo do universo Star Wars. Na trama é relatado pelo mercenário que teria ganhado a nave Pride of the Skies em um jogo de cartas, da mesma forma que Solo em relação à sua Millenium Falcon.

## Personagens

### Liga Relâmpago
- Jayce: Filho de Audric e líder da Liga Relâmpago.
- Audric: Pai de Jayce, cientista que criou acidentamente os monstróides.
- Gillian: Um tecnomago, mentor de Jayce.
- Flora: Uma menina criada a partir de uma planta; possui poderes telepáticos possibilitando sentir a aproximação da ameaça inimiga além de se comunicar com animais.
- Oon: Um escudeiro eterno que se constitui de, literalmente, uma pequena armadura viva e é um pequeno aliado de Jayce, extremamente leal apesar de medroso.
- Herc Stormsailor: Piloto da Liga Relâmpago, é bastante irônico com Flora e Oon, a quem chama de cabeça de cenoura e cabeça de lata e vive dizendo que está junto com Jayce esperando seu pagamento, mesmo assim é um amigo fiel dos outros.
- Brock: Um peixe capaz de voar, capaz de se comunicar com Flora.

### Monstróides
- SawBoss (Monstróide): Líder do exército monstróide, é capaz de, através da telepatia, ver através de qualquer veículo ou planta de seu exército.[1]
- Tanque Terror: um dos sub-líderes dos monstróides.
- Gun Grinner: um dos sub-líderes dos monstróides.
- KO Kruiser: um dos sub-líderes dos monstróides.
- Beast Walker: um dos sub-líderes dos monstróides.
- Saw Trooper Commander: um dos sub-líderes dos monstróides.
- Dr. Zorg: um cientista, conhecedor da tecnologia criada por Audric, e que trabalha para SawBoss.

## Veículos

### Veículos da Liga Relâmpago

#### Principais
- Armed Force (Super Força) - o veículo mais usado por Jayce, possui um braço mecânico com uma garra na sua extremidade que pode inclusive erguer o veículo.
- Drill Seregeant - um veículo com uma enorme broca em cima capaz de furar paredes e até escavar túneis.
- Quick Draw
- Spike Trike
- Trail Blazer
- Battle Base (Base de Batalha) - literalmente a ponte de comando da Pride of the Skies, que pode se desligar da nave e agir como um tanque de guerra.

#### Veículos criados por Gillian
- Fling Shot
- Spray Gunner
- Motor Module

#### Veículos espaciais
- Pride of the Skies II (Orgulho dos Céus) - uma nave espacial parecida com uma caravela, tendo inclusive velas com células solares.
- Space Scooter
- Emergency Cruser

### Veículos dos Monstróides

#### Principais
- Saw Troopers
- Terror Troopers
- Gun Troopers
- KO Troopers
- Beast Walkers

#### Secundários
- Flapjacks
- Lurchers
- Snapdragons
- Battle Stations

#### Veículos espaciais
- Crusers
- Scouts/Satelites
- Drill Vines
- Pods
- Space Fighters

#### Outros
- Expansion Vines
- Spore Vines
- Recepticles
- Brains

## Dublagem
O elenco de dublagem da animação foi:
 Estados Unidos:
- Darrin Baker - Jayce
- Valerie Politis - Flora
- Dan Hennessey - Audric
- Charles Jolliffe - Gillian
- Len Carlson - Herc
- Luba Goy - Oon
- Guilio Kukurugya - SawBoss

## Filme
Mesmo totalizando 65 episódios produzidos, a história ficou sem ser resolvida. O produtor da série, J. Micheal Straczynski chegou a escrever o roteiro de um filme que daria uma conclusão para a história. Porém, o projeto foi cancelado.

## Disponibilidade no mercado
É muito difícil encontrar episódios da série.
Existe apenas um DVD, em inglês, chamado Jayce and the Wheeled Warriors: Escape from the Garden of Evil. Contém 4 episódios, sendo eles:
- Escape from the garden
- The vase of Xiang
- Steel against shadow
- Flora, fauna and the monster minds

A séria completa pode ser encontrada em francês. São 2 caixas contendo 5 DVDs.